# كوين أوف ساوث
نادي كوين أو ساوث لكرة القدم (بالإنجليزية: Queen of the South Football Club)‏ نادي كرة قدم اسكتلندي يلعب في دوري الدرجة الأولى . تم تأسيس النادي في سنة 1919 .